# Lozno (Leposavić)
Pour les articles homonymes, voir Lozno.
Lozno en serbe latin et Lloznë en albanais (en serbe cyrillique : Лозно) est une localité du Kosovo située dans la commune/municipalité de Leposavić/Leposaviq, district de Mitrovicë/Kosovska Mitrovica. Selon des estimations de 2009 comptabilisées pour le recensement kosovar de 2011, elle compte 12 habitants, dont une majorité de Serbes.

## Géographie
Lozno/Lloznë est situé à 13 km à l'est de Leposavić/Leposaviq, sur la rive gauche de la rivière Dobravska reka, un affluent gauche de l'Ibar. Le village fait partie de la communauté locale de Sočanica/Soçanicë.

## Démographie

### Évolution historique de la population dans la localité
| 1948 | 1953 | 1961 | 1971 | 1981 | 1991 | 2009 |
| ---- | ---- | ---- | ---- | ---- | ---- | ---- |
| 96   | 120  | 138  | 119  | 45   | 17   | 12   |

|  |